# Matilda Frantzich
Matilda Lisa Anna Frantzich (født 27. februar 1995 i Malmø) er en cykelrytter fra Sverige, der senest kørte for Team Sydbank BACH Advokater. Hun er uddannet civilingeniør.

## Karriere
Efter at have dyrket atletik som mellemdistanceløber, begyndte hun som 21-årig at dyrke landevejscykling hos Cykelklubben Ringen i Malmø. Hun har vundet flere medaljer ved de svenske mesterskaber i landevejscykling, og i juni 2023 blev hun svensk mester i criterium.
I 2019 havde hun kontrakt med det danske hold Team Rytger p/b Cykeltøj-Online.dk, og i 2022 kørte hun nogle få løb for holdet. I 2021 vandt hun fem danske DCU licensløb. Fra starten af 2024 skiftede hun til det nyetablerede danske DCU Elite Team, Team Sydbank BACH Advokater.